# オズの魔法使い (1987年のミュージカル)
『オズの魔法使い』（オズのまほうつかい、The Wonderful Wizard of Oz）は、ジョン・ケイン脚本、ハロルド・アーレン作曲、エドガー・イップ・ハーバーグ作詞によるミュージカル。ハーバート・ストサートが追加曲を作曲した。1900年のライマン・フランク・ボームの小説『オズの魔法使い』および1939年のノエル・ラングレー、フローレンス・ライアン、エドガー・アラン・ウルフ脚本による映画『オズの魔法使』を基にしている。
1902年のブロードウェイ・ミュージカル『オズの魔法使い』および1942年のセントルイス・ミュニシパル・オペラによるミュージカル『オズの魔法使い (1942年のミュージカル)』は共に成功を収めていた。特に1942年版は1939年の映画版の楽曲を使用し、その後も度々再演されている。映画版をより忠実に舞台化するためにロイヤル・シェイクスピア・カンパニーは映画版の脚本、音楽を用いて、ロンドンにあるバービカン・センターで1987年版を制作した。1987年版も成功を収め、様々な舞台で何度も再演されており、2008年から全米ツアー公演が行われた。アメリカおよびイギリスの市民劇団、学校演劇部、子供劇場などで人気となっている。

## 経緯
1902年、原作者ボーム自身により初めてミュージカル化された。1900年の小説を大まかに基にしており、悪い魔女もトトも出てこない。シカゴで初演され、翌年にはブロードウェイで成功を収め、その後7年間ツアー公演が行われた。1939年の映画版はボームの原作により近いものとなった。この映画は大ヒットとなり、アカデミー賞において楽曲賞、音楽賞を受賞し、その後も何度もテレビ放送されている。1945年、セントルイス・ミュニシパル・オペラでミュージカル化された。フランク・ゲイブリエルソンが小説を基に脚本を執筆したが、映画版の脚本および音楽の多くから影響を受けている。エメラルド・シティでドロシーが歌う曲『Evening Star 』が追加され、魔法使いは気球でなくロケット船に乗る。1945年版は何度も再演されている。
ロイヤル・シェイクスピア・カンパニー演出家アイアン・ジャッジによると、芸術監督のテリー・ハンズがジェームス・マシュー・バリーの『ピーター・パン』のようにクリスマス時期に毎年上演されるようになることを望んだ。映画の音楽からアカデミー賞を獲得した楽曲『虹の彼方に』を含みほとんどの曲に歌詞を追加し、映画からカットされた『The Jitterbug 』が本作に使用された。映画の脚本から一字一句残されたが、舞台化にあたり多少の語句が追加された。1986年、ジョン・ケインがロイヤル・シェイクスピア・カンパニーから映画版の舞台化の脚本の執筆を依頼された。これにより1945年版より映画版に近い脚本となり、映画の雰囲気や特殊効果を忠実に再現するようにした。

## あらすじ
第1幕
少女ドロシー・ゲイルはカンザスの農場にエムおばさん、ヘンリーおじさん、小型犬トトと共に住んでいる。誰も自分のことを理解してくれないと感じており、どこか遠くへ行きたいと夢見る("Over the Rainbow")。嫌な隣人ミス・ガルチはドロシーにトトをどこかに追いやるよう命じる。トトは自転車籠から逃げ出し、ドロシーはトトと共に家から逃げる。道中、マーベル教授と出会い、帰宅を促される。ドロシーが家に到着すると同時に竜巻が直撃し、ドロシーとトトは嵐の中心から投げ出される。ドロシーは誤って窓に頭をぶつける。
家は竜巻によってオズの国に運ばれる。ドロシーはマンチキンおよびエムおばさんに似た北の良い魔女グリンダと出会う。家が東の悪い魔女の上に落ち殺してしまう。これにより魔女の支配下にあったマンチキンが自由の身となり、ドロシーを英雄扱いする("Come Out, Come Out"; "Ding Dong! The Witch Is Dead")。ミス・ガルチに似た西の悪い魔女がやってきて姉妹である東の悪い魔女の赤い靴を要求し、復讐を誓う。グリンダはすでに赤い靴をドロシーに履かせており、西の悪い魔女を激怒させる。ドロシーはカンザスへ帰郷を願う。マンチキンはオズの魔法使いが解決方法を教えてくれると語る("Follow the Yellow Brick Road")。ドロシーはエメラルド・シティに出発する。
ドロシーとトトは頭がわらでいっぱいのカカシ("If I Only Had a Brain")、胴体が空っぽの錆びたブリキ男("If I Only Had a Heart")、自分の尻尾を恐れる臆病なライオン("If I Only Had the Nerve")と出会う。ドロシーは魔法使いが助けてくれるかもしれないとして旅への同行を提案する("We're Off to See the Wizard")。道中、西の悪い魔女は彼らを脅してドロシーから赤い靴を奪おうとするがうまくいかない。西の悪い魔女は毒気のあるケシの花畑を登場させる。グリンダは雪でケシを覆い一行を救う("Optimistic Voices")。ついに一行はエメラルド・シティに到着する。
第2幕
エメラルド・シティの門番は彼らに入るのを諦めさせようとするが、一行は諦めずますます入ることを希望する("The Merry Old Land of Oz")。彼らは身支度を整えるが、魔法使いは会うことを拒否する。悪い魔女が再び脅しにやってきて、ライオンは今まで以上に勇気を持つことを願う("If I Were King of the Forest")。ついに恐ろしい魔法使いに会い、願いを叶えるには、殺すことでしか入手できない西の魔女のほうきの柄を持ってくることを要求される。
恐れつつも急いで、悪い魔女が奴隷として軍隊に就かせているウインキーの国および魔女の城へ行く("March of the Winkies")。おばけの森では疲れて倒れるまでジルバを踊らされる("The Jitterbug")。悪い魔女に仕える羽のある猿が攻撃してきてドロシーとトトをさらう。しかし悪い魔女にはドロシーの足から赤い靴を奪う力がまだ備わっていない("Over the Rainbow" - Reprise)。トトはなんとか逃げ出し、カカシ、ブリキ男、ライオンがドロシーを見つけるのを助ける。彼らはウィンキーに変装し、城に忍び込む。ドロシーを見つけるが、悪い魔女に阻止される。カカシを火で攻撃し、ドロシーはカカシにバケツの水をかけようとして誤って魔女にかけてしまう。悪い魔女は叫び、湯気が出て溶けてなくなる("Ding Dong! The Witch Is Dead" - Reprise)。一行はほうきを持ってエメラルド・シティに戻る。
魔法使いはまたも渋々ドロシーたちに会う。トトが魔法使いの後ろのカーテンを引っ張ると、マーベル教授に似た普通の男性がマイクを使用して語っているのが明らかになる。それでも魔法使いは一行を助けることができると語る。魔法使いは卒業式を開催し、カカシには思考学博士を授与し、ライオンには勇気隊の一員と認定し、ブリキ男にはハートの形をした時計を贈与する。魔法使いは大草原から気球でやってきたことを明かし、ドロシーにその気球でカンザスに戻らせようとする。ドロシーがよそ見をしている隙に気球が飛び立ち、帰宅の機会を逃がして心配する。グリンダがやってきてドロシーは3回かかとを合わせて「お家が一番」と唱えることで自分とトトを移動できる力を持っていると語る。
ドロシーはカンザスで目が覚める。竜巻はもう去っている。ミス・ガルチは竜巻で飛ばされた電柱で足を骨折し、しばらく自転車に乗ることができない。ドロシーはかつてないほどの感謝と共に家族や友人たちと会えたことに大喜びする。

## 使用楽曲
| 第1幕 - Overture – オーケストラ - 虹の彼方に Over the Rainbow – ドロシー - Tornado – オーケストラ - Munchkinland (Come Out, Come Out; Ding-Dong! The Witch Is Dead; Follow the Yellow Brick Road) – グリンダ, ドロシー、マンチキン - If I Only Had a Brain – カカシ, ドロシー、カラス - We're Off to See the Wizard - ドロシー、カカシ - If I Only Had a Heart – ブリキ男, ドロシー、リンゴの木 - We're Off to See the Wizard - ドロシー, カカシ、ブリキ男 - If I Only Had the Nerve – 臆病なライオン, ドロシー, カカシ、ブリキ男 - We're Off to See the Wizard – ドロシー, カカシ, ブリキ男、ライオン - Poppies – グリンダ、女性アンサンブル - Optimistic Voices/Act One Finale – ドロシー, カカシ, ブリキ男, ライオン, グリンダ、カンパニー | 第2幕 - Entr'acte – オーケストラ - Optimistic Voices – 女性アンサンブル - The Merry Old Land of Oz – エメラルド・シティ門番、カンパニー - If I Were King of the Forest – ライオン, ドロシー, カカシ、ブリキ男 - The Jitterbug – ドロシー, カカシ, ブリキ男, ライオン、ジルバ - March of the Winkies – ウィンキー・ガード - Over the Rainbow (reprise) – ドロシー - March of the Winkies (reprise) – ウィンキー・ガード, カカシ, ブリキ男、ライオン - Ding-Dong! The Witch Is Dead (reprise) – ドロシー, カカシ, ブリキ男, ライオン、カンパニー - Finale – カンパニー |

### 特記
タムズ・ウィットマーク・ミュージック・ライブラリーにライセンス認証されている版では『"The Jitterbug" 』は『"March of the Winkies" 』と『"March of the Winkies" 』(reprise)の間で演奏され、『"Over the Rainbow" 』(reprise)は『"March of the Winkies" 』(reprise)の後に演奏される。

## プロダクション

### 1987年、オリジナル・ロンドン・プロダクション
ロイヤル・シェイクスピア・カンパニーは小説の挿し絵や、当時人気だったミュージカル『ザ・ウィズ』のスタイルを融合させた衣装をデザインした。ドロシー・ゲイル役にイメルダ・スタウントン、ミス・ガルチ/西の悪い魔女役に男優が女装してビリー・ブラウン、エムおばさん/北の良い魔女グリンダ役にディリス・レイ(のちにジョイス・グラントに交代)、ジーク/臆病なライオン役にトレヴォア・ピーコック、オズ/マーベル教授役にセバスチャン・ショウが配役された。1988年に再演された際にはギリアン・ビヴァンがドロシー役を演じた。ロンドンにある バービカン・センターにて開幕と同時にヒット作となった。『タイムズ』誌の批評家は「率直に言ってこれぞ素晴らしい舞台作品だ」と記した。
ロイヤル・シェイクスピア・カンパニーは翌年も再演し、ビヴァンがドロシー役を再度演じ、出演者たちによりキャストアルバムもレコーディングされた。以降イギリス国内の様々なミュージカル劇団がこの作品を上演している。

### 1988年、アメリカ初演
1988年、ロイヤル・シェイクスピア・カンパニー版がイギリス国外で初めて上演された。1981年にセントルイス・ミュニシパル・オペラによる再演でドロシー役でミュージカル・デビューしたキャシー・リグビーが1987年版でもドロシー役を演じることとなり、ララ・ティーターがカカシ役に配役された。1988年7月14日から31日、カリフォルニア州ロングビーチのロングビーチ・シビック・ライト・オペラにより上演された。

### 1989年、アリーナ公演
1989年、映画公開50周年を記念し、ロイヤル・シェイクスピア・カンパニーによる脚本および音楽が全米のアリーナツアー様式に改訂された。『USAトゥデイ』紙によると、500万ドルをかけて全米にあるスタジアム70カ所に対応できるよう編成され、ラジオシティ・ミュージックホールで開幕することとなった。批評家によると、仰々しく無分別な作品で評判が良くなく、翌1990年には静かに幕を閉じた。

### 1990年代のプロダクション
1991年–1992年、オーストラリア・ツアー
1991年1月から2月、ロイヤル・シェイクスピア・カンパニーはメルボルンにあるステート・シアターにてオーストラリア初演が行なわれた。1991年12月、ブリスベンで上演され、1992年1月から2月、アデレードで上演された 。ドロシー役にタムシン・ウエスト、ハンク/カカシ役にキャメロン・ダッド(ブリスベンとアデレードではブライアン・ルーニーに交代)、ヒッコリー/ブリキ男役にデイヴィッド・ウィットニー、ミス・ガルチ/悪い魔女役にパメラ・レイブ、マーベル教授/魔法使い役にジョン・ゲイデン(ブリスベンとアデレードではバート・ニュートンに交代)が配役された。
1992年、ペーパー・ミル・プレイハウス
1992年、ニュージャージー州ミルバーンのペーパー・ミル・プレイハウスがロイヤル・シェイクスピア・カンパニー版を上演した。エディ・ブラッケンが門番および魔法使い役を演じた。『ニューヨーク・タイムズ』紙の批評家は「ロバート・ジョハンソンとジェイムズ・ロッコが演出および振付を担当し、最新技術を用いて映画版を再現しようとしていた。竜巻がやってくると牛が飛ぶ。家が前方に迫り、農場が後方に下がる。『オペラ座の怪人』のシャンデリアの演出のように。ドロシーにはピーターパンのような危うさがある」と記した。
1993年、全米ツアー
1993年初頭、映画『オズの魔法使』を基にした初の全米ツアー公演としてロイヤル・シェイクスピア・カンパニー版が上演された。『ボストン・ヘラルド』紙は「多くの人々に愛されたハロルド・アーレンとエドガー・イップ・ハーバーグの『オズの魔法使』の曲で完成させている。ドロシー、カカシ、ブリキ男、臆病なライオンなど、クラシック映画の誰もが知るキャラクターを素晴らしい歌と共に演じている」と記した。
1995年、『オズの魔法使い・オン・アイス』
1995年から1999年、ケネス・フェルドはロビン・カズンズ振付により、映画版を基にしたアイス・ショーのツアー公演を制作した。ローレナ・ウィルカーソンがドロシー役、ボビー・マクファーリンが女性役を含むほかの全ての登場人物の役で、事前録音の音声が使用された。衣裳や演出は映画版を完全には踏襲しておらず、悪い魔女は飛び、グリンダは滑る。全米だけでなくアメリカ国外でもツアー公演が行なわれた。
1996年、オクサナ・バイウルがドロシー役、ヴィクトール・ペトレンコがカカシ役でアイス・ショーがテレビ放送された。
1995年、The Wizard of Oz in Concert: Dreams Come True
TNTネットワークはロイヤル・シェイクスピア・カンパニー版をテレビ用に収録して放送した。ジュエルがドロシー役、ジョエル・グレイが魔法使い役、ジャクソン・ブラウンがカカシ役、ロジャー・ダルトリーがブリキ男役、ネイサン・レインが臆病なライオン役、デブラ・ウィンガーが悪い魔女役に配役された。キャスト・アルバムにはロイヤル・シェイクスピア・カンパニーより多くの曲が収録されているだけでなく一部の台詞も収録されている。
1997年、マディソン・スクエア・ガーデン・プロダクション
1997年5月、マディソン・スクエア・ガーデンでニューヨーク公演が行なわれ、48回上演された。90分間の短縮版で、より若い観客に向けてペーパー・ミル・プレイハウスと共同で制作された。ペーパー・ミルの芸術監督ロバート・ジョハンソンが演出し、ロザンヌ・バーが西の悪い魔女役、ケン・ペイジが臆病なライオン役、ララ・ティーターがカカシ役、マイケル・グルバーがブリキ男役に配役された。
1998年5月、1999年まで行なわれる全米ツアー公演の一環としてマディソン・スクエア・ガーデンにて再演された。ミッキー・ルーニーが魔法使い役、アーサー・キットが西の悪い魔女役(のちにジョアン・ウォーリーに交代)が配役されたほかは1997年版のほとんどの出演者が再演した。この出演者によりキャスト・レコーディングが制作された。

### 2000年代
2001年、オーストラリア
2001年11月から2002年2月、オーストラリアのシドニーにあるリリック・シアターにてナンシー・ヘイズの演出により上演された。ニッキ・ウェブスターがドロシー役、デラ・ハンナがエムおばさん/グリンダ役、ケイン・アレキサンダーがハンク/カカシ役、ダグ・パーキンソンがジーク/臆病なライオン役、パメラ・レイブがミス・ガルチ/悪い魔女役、バート・ニュートンがマーベル教授/魔法使い役に配役された。翌年、メルボルンにあるリージェント・シアターに移行し、その後ブリスベンにあるリリック・シアターに移行し、バート・ニュートンの妻パティ・ニュートンがエムおばさん/グリンダ役、デレク・メッジャーがハンク/カカシ役を演じた。
2008年、2017年、全米ツアー
2008年10月から2012年1月、全米ツアー公演が行なわれた。
2017年10月、再び全米ツアー公演が開幕した。舞台装置、衣裳、振付が一新した。